# Планетная геология
Плане́тная геоло́гия (или космическая геология, астрогеоло́гия, экзогеоло́гия) — раздел планетологии, изучающий геологию небесных тел, таких как звёзды, планеты, спутники, астероиды, кометы и метеориты. В данном случае приставка гео- в названии дисциплины не указывает на Землю, а подчёркивает лишь тесную связь планетной и традиционной — земной геологии.

## Описание

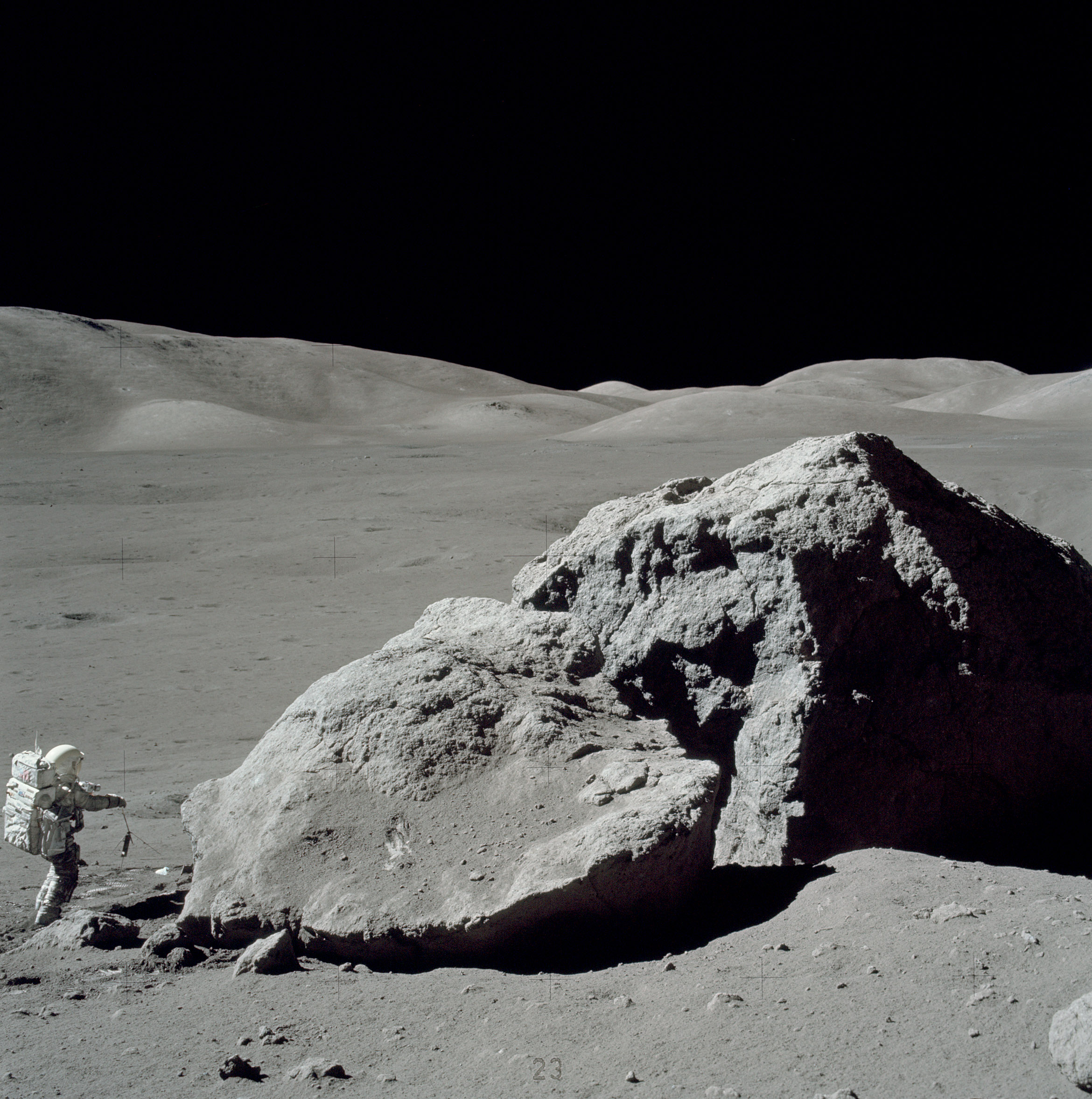
Планетный геолог Харрисон Шмитт собирает образцы лунного грунта, 1972

В задачи планетной геологии в первую очередь входит изучение внутреннего строения планет земной группы, планетарного вулканизма, а также поверхностных явлений, таких как образование ударных кратеров, флювиальные и эоловые процессы. Рассматриваются также строение планет-гигантов и малых тел Солнечной системы, таких как астероиды, объекты пояса Койпера и кометы.
В США создание планетной геологии связывается с именем Юджина Шумейкера, который основал Отделение астрогеологии в Геологической службе США (сейчас оно называется Исследовательская программа по астрогеологии). Шумейкер внёс важный вклад в исследования ударных кратеров, изучение Луны, астероидов и комет.
Центр для посетителей Аризонского кратера близ города Уинслоу (штат Аризона, США) включает Музей астрогеологии.